# اوچیرباتین ناسانبورما
اوچیرباتین ناسانبورما (به مغولی: Очирбатын Насанбурмаа؛ متولد ۱۴ آوریل ۱۹۸۹) کشتی‌گیر آزادکار تیم ملی مغولستان است.
از افتخارات وی می‌توان به کسب مدال نقره وزن ۷۲ کیلوگرم در مسابقات قهرمانی کشتی جهان ۲۰۱۸ و سه مدال برنز مسابقات قهرمانی کشتی جهان ۲۰۱۳ و مسابقات قهرمانی کشتی جهان ۲۰۱۱ و مسابقات قهرمانی کشتی جهان ۲۰۰۸ اشاره کرد.